# Zinzendorf (Wörth an der Donau)
Zinzendorf (bairisch: Zinzndorf) ist ein Dorf und Ortsteil der Oberpfälzer Stadt Wörth an der Donau im Landkreis Regensburg in Bayern.

## Geografische Lage
Der Ortsteil Zinzendorf liegt sechs Kilometer östlich von Wörth an einem Ausläufer des Falkensteiner Vorwalds und etwa zwei Kilometer nördlich der Donau am Rand des Gäubodens. Ein Kilometer östlich von Zinzendorf verläuft die Grenze zum Nachbarlandkreis Straubing-Bogen und damit zum Regierungsbezirk Niederbayern. Der Ort ist das östlichste Dorf des Landkreises Regensburg.

## Geschichte

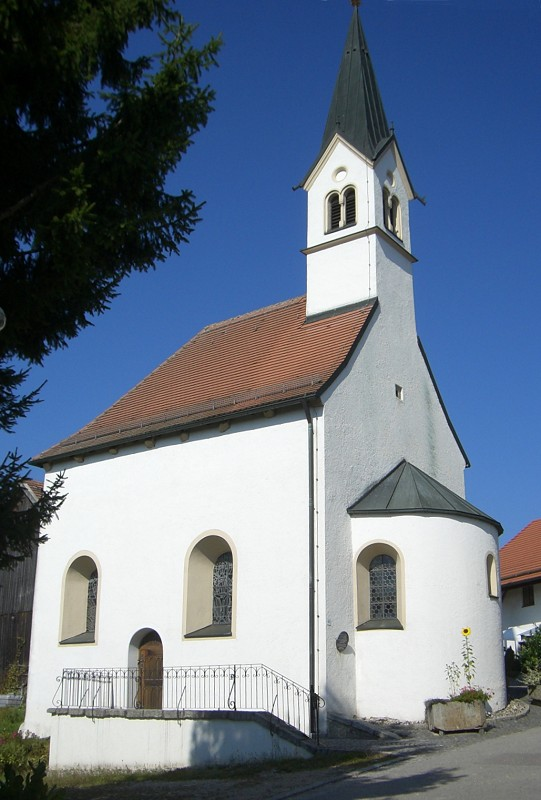
Kath. Kirche St. Matthäus in Zinzendorf

Der Name des Ortes wird (wie auch der des nahen Zinzenzell) vom Schenkungszeugen Zinzo aus der Opi-Schenkung um 780 an das Kloster Sankt Emmeram in Regensburg abgeleitet. Die erste urkundliche Erwähnung fand Zinzendorf in den Klosterbüchern von Oberalteich unter dem Abt Wolfram (1184–1194). In einer Urkunde erscheint unter den Zeugen der Name Dietricus von Cincendorf. Das österreichische Geschlecht der Zinzendorfer hat seinen Namen aus dem bayerischen Mutterland in deren neue Heimat nach Niederösterreich getragen.
Die Geschichte Zinzendorfs ist auch maßgeblich mit der Kirche St. Matthäus verbunden.
Nach der Auflösung des Landgerichtes Wörth wurde Zinzendorf von 1818 an bis 1945 eine eigenständige Gemeinde. 1945 bis 1948 kam das Dorf, veranlasst von der US-amerikanischen Militärregierung, vorübergehend zu Hofdorf. Ab 1. April 1948 bis zur bayerischen Gebietsreform 1971 war es wieder eine selbständige Gemeinde und schloss sich nach einer Volksabstimmung der Stadt Wörth an. Hätten sich die Bürger bei der Gebietsreform für einen Anschluss an die Gemeinde Pondorf entschieden, würde der Ort heute zum Landkreis Straubing-Bogen und dem Regierungsbezirk Niederbayern gehören.
Der letzte Bürgermeister von Zinzendorf war Anton Schmidbauer. Nach der Eingemeindung ernannte ihn die Stadt Wörth an der Donau zum Altbürgermeister.

### Einwohnerentwicklung
Im Jahr 1908 betrug die Bevölkerungszahl von Zinzendorf 172 Einwohner, 1971 zählte man 155 und im Jahr 2000 213 Einwohner. Die Einwohnerzahlen beziehen sich auf die Ortsteile Hof und Zinzendorf.

## Quellwasserverein
Im Ort gibt es seit 1980 einen Quellwasserverein. Planung und Bau einer eigenen Wasserversorgung gehen bis auf das Jahr 1909 zurück. Vor 1909 gab es bereits Wasserleitungen aus Holz. In den 1960er sowie 1990er Jahren wurden jeweils die Leitungen modernisiert, 2006 wurde die gesamte Wasserleitung erneuert. 14000 Kubikmeter Quellwasser laufen pro Jahr durch das eigene Leitungsnetz.
Zinzendorf wird seit März 2014 mit Trinkwasser einer eigenen Brunnenanlage versorgt und ist damit unabhängig von der Wasserversorgung der Stadt Wörth.

### Zinzendorfer Wasserkrieg

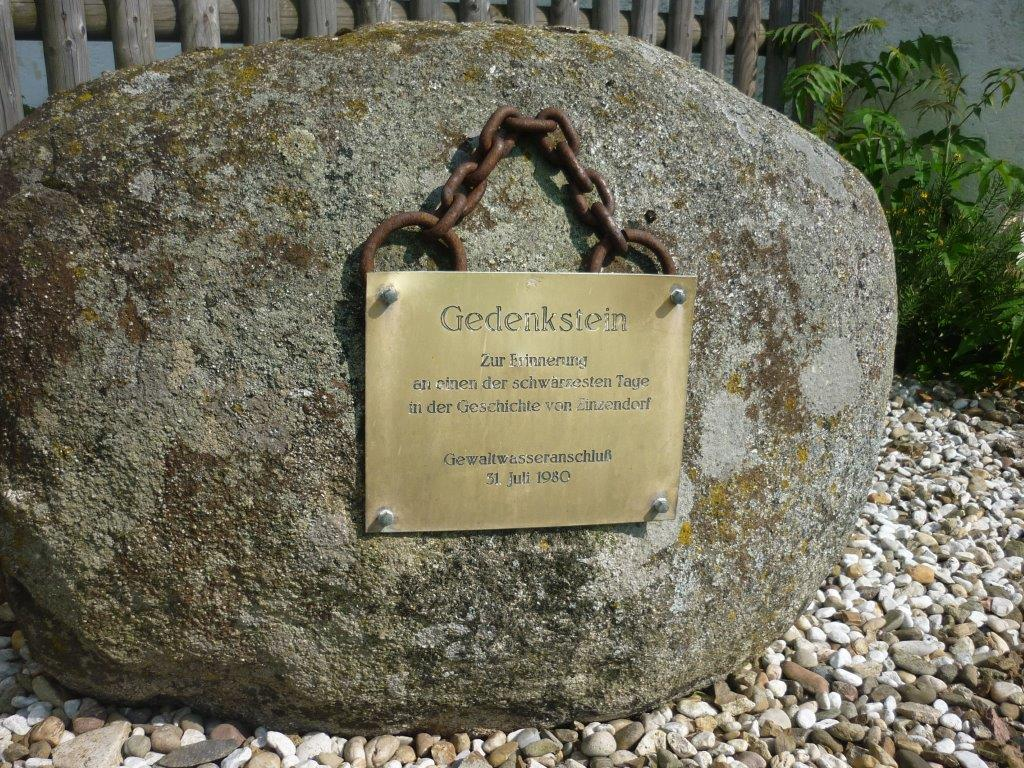
Gedenkstein Wasserkrieg

Ende der 1970er Jahre wollte die Stadt Wörth den Ortsteil an die städtische Wasserversorgung anschließen, was die Zinzendorfer Bevölkerung jedoch strikt ablehnte. Das führte zu einem heftigen Streit mit der Stadt. Daraufhin kam es zum Zinzendorfer Wasserkrieg, über den auch überregionale Medien berichteten. Nach einem Sitzstreik der Einwohner am 31. Juli 1980 lenkte die Stadt Wörth ein. Man einigte sich zunächst auf eine Kompromisslösung, die das Einspeisen von eigenem Zinzendorfer Quellwasser in die städtische Wasserversorgung im Ort vorsah. Anlässlich dieser Ereignisse im Juli 1980 wurde in Zinzendorf ein Gedenkstein aufgestellt. Später unterstützte die Stadt Wörth das Vorhaben der Zinzendorfer, was 2014 zu einer autarken Wasserversorgung führte.
Der Zinzendorfer Wasserkrieg kommt in literarischer Form im Kriminalroman Quellwasser vor.

## Gebietsreform
Seit der Gebietsreform vom 1. April 1971 gehört Zinzendorf als Ortsteil zur Stadt Wörth an der Donau.
In Zinzendorf erschloss die Stadt Wörth 1988 ein Neubaugebiet am westlichen Ortseingang sowie 2011 das Baugebiet "Baumgarten".

## Kultur und Sehenswürdigkeiten

### Bauwerke
- Nebenkirche St. Matthäus

Ein giebelständiger Satteldachbau mit Walm, eingezogener Apsis und Dachreiter, romanisch, 12./13. Jahrhundert, Dachreiter neuromanisch, 2. Hälfte 19. Jahrhundert, mit Ausstattung.

### Alle Baudenkmäler
Siehe auch: Liste der Baudenkmäler in Zinzendorf (Wörth an der Donau)

### Vereine
1878 wurde die Freiwillige Feuerwehr Zinzendorf gegründet. Sie sorgt für den Brandschutz und die allgemeine Hilfe.

### Regelmäßige Veranstaltungen
Jährlich findet ein Kartoffelfest der Dorfgemeinschaft sowie ein Feuerwehrfest statt.

## Wirtschaft und Infrastruktur
In Zinzendorf gibt es einige Gewerbebetriebe. Größter Arbeitgeber ist die 1984 gegründete Firma Wagner Bau + Erdbau GmbH.
Der Ort liegt an der Kreisstraße R 44. Die nächste Auf- und Abfahrt an das Bundesfernstraßennetz liegt mit der Anschlussstelle 104b „Wörth an der Donau-Ost“ im sechs Kilometer entfernten Wörth zur Bundesautobahn 3 Regensburg–Passau.

## Gemarkung
Zur Gemarkung Zinzendorf zählen die Ortsteile Hof und Zinzendorf.

## Sonstiges
In der Zeit des Nationalsozialismus befand sich in Zinzendorf ein Lager des Reichsarbeitsdienstes.